# Reklama bezpośrednia
Reklama bezpośrednia – jeden z rodzajów reklamy, wymagający bezpośredniego kontaktu pomiędzy sprzedającym i kupującym. Polega na wysyłce broszur lub ulotek bezpośrednio do potencjalnego odbiorcy albo wizycie w domu konsumenta.
Reklama bezpośrednia wymaga sporządzenia bazy danych klientów, do których będą skierowane określone działania reklamowe.